# Rivalité entre le Chili et le Pérou en football
Les confrontations Chili – Pérou en football (Clásico del Pacífico en espagnol) regroupent toutes les rencontres de football opposant les équipes nationales du  Chili et du Pérou.
Peu connue en dehors du cadre sud-américain, cette rivalité a connu des épisodes de grande intensité, surtout dans les années 1990. Elle a été classée dans le top 10 des "classiques" entre sélections nationales par la chaîne de télévision CNN.
Notons que, du point de vue chilien, cette rivalité est moins forte qu'au Pérou,.

## Histoire
L'origine de la rivalité entre les deux pays trouve ses sources dans la Guerre du Pacifique, conflit qui opposa le Chili à la Bolivie et au Pérou à la fin du XIXe siècle. Cependant, au niveau sportif, les relations n'ont pas toujours été mauvaises, preuve en est la création de l'équipe du Chili-Pérou qui joua des matchs en Europe entre 1933 et 1934.
Le 26 janvier 1935 a lieu la première rencontre officielle entre les deux équipes, dans le cadre du championnat sud-américain de 1935, qui voit les Péruviens s'imposer à domicile par la plus petite des marges.
Les relations souvent houleuses entre ces deux pays ont donné lieu à une intense rivalité marquée par plusieurs matchs controversés. Le point d'orgue de cet antagonisme se produit lors des éliminatoires de la Coupe du monde 1998, lorsque le Chili écrase à Santiago son voisin (4-0) dans un match joué dans un climat très hostile à l'égard des visiteurs : Vacarme à l'hôtel, bus caillassé, agressions contre les joueurs, peluches de singes pendus avec le maillot péruvien, hymne péruvien couvert par les sifflets... Le Pérou « prendra sa revanche » quatre ans plus tard, à l'occasion des qualifications à la Coupe du monde 2002, lorsque le bus chilien est caillassé à son tour ce qui provoquera la rupture des relations entre les fédérations chilienne et péruvienne.
Une autre source de conflit concerne l'origine de la bicyclette ou retourné acrobatique, dont les deux pays se disputent la paternité. Au Pérou, cette acrobatie est appelée chalaca - du nom du gentiléen des habitants de Callao où elle aurait été inventée en 1892 - alors que les Chiliens lui donnent le nom de chilena, affirmant que Ramón Unzaga l'a réalisée pour la première fois en 1914. 
Au niveau des confrontations globales, le Chili a un net avantage sur le Pérou avec plus de 20 victoires d'écart (voir section bilan ci-dessous). Néanmoins, ce bilan est plus équilibré en ce qui concerne les matchs de Copa América (huit victoires côté chilien contre sept côté péruvien). Les deux nations s'y sont rencontrées à trois reprises en demi-finales, avec deux succès pour le Chili (1979 et 2015) contre une victoire péruvienne (2019). En ce qui concerne les éliminatoires de la Coupe du monde, les statistiques sont favorables au Chili (treize victoires contre sept pour le Pérou).
De 1953 à 2012, les deux pays ont disputé par intermittences un tournoi amical : la Copa del Pacífico.

## Liste des confrontations

### Matchs
Le tableau suivant liste les confrontations officielles et amicales entre les deux sélections.
| #  | Date              | Lieu         | Match         | Score | Compétition                                              |
| -- | ----------------- | ------------ | ------------- | ----- | -------------------------------------------------------- |
| 1  | 26 janvier 1935   | Lima         | Pérou - Chili | 1-0   | Champ. sud-américain 1935                                |
| 2  | 21 janvier 1937   | Buenos Aires | Pérou - Chili | 2-2   | Champ. sud-américain 1937                                |
| 3  | 22 janvier 1939   | Lima         | Pérou - Chili | 3-1   | Champ. sud-américain 1939                                |
| 4  | 9 février 1941    | Santiago     | Chili - Pérou | 1-0   | Champ. sud-américain 1941                                |
| 5  | 7 février 1942    | Montevideo   | Pérou - Chili | 0-0   | Champ. sud-américain 1942                                |
| 6  | 9 décembre 1947   | Guayaquil    | Chili - Pérou | 2-1   | Champ. sud-américain 1947                                |
| 7  | 30 avril 1949     | São Paulo    | Pérou - Chili | 3-0   | Champ. sud-américain 1949                                |
| 8  | 2 avril 1952      | Santiago     | Chili - Pérou | 3-2   | Champ. panaméricain 1952                                 |
| 9  | 4 mars 1953       | Lima         | Pérou - Chili | 0-0   | Champ. sud-américain 1953                                |
| 10 | 26 juillet 1953   | Lima         | Pérou - Chili | 1-2   | Match amical                                             |
| 11 | 28 juillet 1953   | Lima         | Pérou - Chili | 5-0   | Match amical                                             |
| 12 | 17 septembre 1954 | Santiago     | Chili - Pérou | 2-1   | Match amical                                             |
| 13 | 19 septembre 1954 | Santiago     | Chili - Pérou | 2-4   | Match amical                                             |
| 14 | 6 mars 1955       | Santiago     | Chili - Pérou | 5-4   | Champ. sud-américain 1955                                |
| 15 | 9 février 1956    | Montevideo   | Chili - Pérou | 4-3   | Champ. sud-américain 1956                                |
| 16 | 15 mars 1956      | Mexico       | Pérou - Chili | 2-2   | Champ. panaméricain 1956                                 |
| 17 | 16 mars 1957      | Lima         | Pérou - Chili | 1-0   | Champ. sud-américain 1957                                |
| 18 | 21 mars 1959      | Buenos Aires | Pérou - Chili | 1-1   | Champ. sud-américain 1959                                |
| 19 | 19 mars 1961      | Santiago     | Chili - Pérou | 5-2   | Match amical                                             |
| 20 | 15 avril 1965     | Santiago     | Chili - Pérou | 4-1   | Match amical                                             |
| 21 | 28 avril 1965     | Lima         | Pérou - Chili | 0-1   | Match amical                                             |
| 22 | 18 août 1968      | Lima         | Pérou - Chili | 1-2   | Match amical                                             |
| 23 | 21 août 1968      | Lima         | Pérou - Chili | 0-0   | Match amical                                             |
| 24 | 11 août 1971      | Lima         | Pérou - Chili | 1-0   | Match amical                                             |
| 25 | 18 août 1971      | Santiago     | Chili - Pérou | 1-0   | Match amical                                             |
| 26 | 29 avril 1973     | Lima         | Pérou - Chili | 2-0   | Qualif. Coupe du monde 1974 (zone AmSud - gr. 3)         |
| 27 | 13 mai 1973       | Santiago     | Chili - Pérou | 2-0   | Qualif. Coupe du monde 1974 (zone AmSud - gr. 3)         |
| 28 | 5 août 1973       | Montevideo   | Chili - Pérou | 2-1   | Qualif. Coupe du monde 1974 (zone AmSud - match d'appui) |
| 29 | 17 juillet 1975   | Santiago     | Chili - Pérou | 1-1   | Copa América 1975 (gr. B)                                |
| 30 | 20 août 1975      | Lima         | Pérou - Chili | 3-1   | Copa América 1975 (gr. B)                                |
| 31 | 6 mars 1977       | Santiago     | Chili - Pérou | 1-1   | Qualif. Coupe du monde 1978 (zone AmSud - gr. 3)         |
| 32 | 26 mars 1977      | Lima         | Pérou - Chili | 2-0   | Qualif. Coupe du monde 1978 (zone AmSud - gr. 3)         |
| 33 | 17 octobre 1979   | Lima         | Pérou - Chili | 1-2   | Copa América 1979 (demi-finale aller)                    |
| 34 | 24 octobre 1979   | Santiago     | Chili - Pérou | 0-0   | Copa América 1979 (demi-finale retour)                   |
| 35 | 19 avril 1981     | Santiago     | Chili - Pérou | 3-0   | Match amical                                             |
| 36 | 5 août 1981       | Lima         | Pérou - Chili | 1-2   | Match amical                                             |
| 37 | 23 mars 1982      | Santiago     | Chili - Pérou | 2-1   | Match amical                                             |
| 38 | 30 mars 1982      | Lima         | Pérou - Chili | 1-0   | Match amical                                             |
| 39 | 21 juillet 1983   | Lima         | Pérou - Chili | 0-1   | Match amical                                             |
| 40 | 3 août 1983       | Arica        | Chili - Pérou | 2-0   | Match amical                                             |
| 41 | 24 février 1985   | Santiago     | Chili - Pérou | 1-2   | Match amical                                             |
| 42 | 9 mars 1985       | Lima         | Pérou - Chili | 1-1   | Match amical                                             |
| 43 | 27 octobre 1985   | Santiago     | Chili - Pérou | 4-2   | Qualif. Coupe du monde 1986 (zone AmSud - barrage)       |
| 44 | 3 novembre 1985   | Lima         | Pérou - Chili | 0-1   | Qualif. Coupe du monde 1986 (zone AmSud - barrage)       |
| 45 | 19 juin 1987      | Lima         | Pérou - Chili | 1-3   | Match amical                                             |
| 46 | 21 juin 1987      | Lima         | Pérou - Chili | 2-0   | Match amical                                             |
| 47 | 24 juin 1987      | Santiago     | Chili - Pérou | 1-0   | Match amical                                             |
| 48 | 25 octobre 1988   | Arica        | Chili - Pérou | 2-0   | Match amical                                             |
| 49 | 23 novembre 1988  | Lima         | Pérou - Chili | 1-1   | Match amical                                             |
| 50 | 1er février 1989  | Armenia      | Pérou - Chili | 0-0   | Match amical                                             |
| 51 | 25 juillet 1989   | Arica        | Chili - Pérou | 2-1   | Match amical                                             |
| 52 | 14 juillet 1991   | Concepción   | Chili - Pérou | 4-2   | Copa América 1991 (gr. A)                                |
| 53 | 18 juin 1993      | Cuenca       | Pérou - Chili | 1-0   | Copa América 1993 (gr. B)                                |
| 54 | 25 mai 1994       | Santiago     | Chili - Pérou | 2-1   | Match amical                                             |
| 55 | 19 avril 1995     | Lima         | Pérou - Chili | 6-0   | Match amical                                             |
| 56 | 14 février 1996   | Coquimbo     | Chili - Pérou | 4-0   | Match amical                                             |
| 57 | 12 janvier 1997   | Lima         | Pérou - Chili | 2-1   | Qualif. Coupe du monde 1998 (zone AmSud - poule unique)  |
| 58 | 12 octobre 1997   | Santiago     | Chili - Pérou | 4-0   | Qualif. Coupe du monde 1998 (zone AmSud - poule unique)  |
| 59 | 26 avril 2000     | Santiago     | Chili - Pérou | 1-1   | Qualif. Coupe du monde 2002 (zone AmSud - poule unique)  |
| 60 | 27 mars 2001      | Lima         | Pérou - Chili | 3-1   | Qualif. Coupe du monde 2002 (zone AmSud - poule unique)  |
| 61 | 30 mars 2003      | Santiago     | Chili - Pérou | 2-0   | Match amical                                             |
| 62 | 2 avril 2003      | Lima         | Pérou - Chili | 3-0   | Match amical                                             |
| 63 | 9 septembre 2003  | Santiago     | Chili - Pérou | 2-1   | Qualif. Coupe du monde 2006 (zone AmSud - poule unique)  |
| 64 | 28 avril 2004     | Antofagasta  | Chili - Pérou | 1-1   | Match amical                                             |
| 65 | 17 novembre 2004  | Lima         | Pérou - Chili | 2-1   | Qualif. Coupe du monde 2006 (zone AmSud - poule unique)  |
| 66 | 17 août 2005      | Tacna        | Pérou - Chili | 3-1   | Match amical                                             |
| 67 | 7 octobre 2006    | Viña del Mar | Chili - Pérou | 3-2   | Match amical                                             |
| 68 | 14 octobre 2006   | Tacna        | Pérou - Chili | 0-1   | Match amical                                             |
| 69 | 17 octobre 2007   | Santiago     | Chili - Pérou | 2-0   | Qualif. Coupe du monde 2010 (zone AmSud - poule unique)  |
| 70 | 17 mars 2009      | Lima         | Pérou - Chili | 1-3   | Qualif. Coupe du monde 2010 (zone AmSud - poule unique)  |
| 71 | 12 juillet 2011   | Mendoza      | Pérou - Chili | 0-1   | Copa América 2011 (gr. C)                                |
| 72 | 11 octobre 2011   | Santiago     | Chili - Pérou | 4-2   | Qualif. Coupe du monde 2014 (zone AmSud - poule unique)  |
| 73 | 21 mars 2012      | Arica        | Chili - Pérou | 3-1   | Match amical                                             |
| 74 | 11 avril 2012     | Tacna        | Pérou - Chili | 0-3   | Match amical                                             |
| 75 | 22 mars 2013      | Lima         | Pérou - Chili | 1-0   | Qualif. Coupe du monde 2014 (zone AmSud - poule unique)  |
| 76 | 10 octobre 2014   | Valparaíso   | Chili - Pérou | 3-0   | Match amical                                             |
| 77 | 30 juin 2015      | Santiago     | Chili - Pérou | 2-1   | Copa América 2015 (demi-finale)                          |
| 78 | 13 octobre 2015   | Lima         | Pérou - Chili | 3-4   | Qualif. Coupe du monde 2018 (zone AmSud - poule unique)  |
| 79 | 11 octobre 2016   | Santiago     | Chili - Pérou | 2-1   | Qualif. Coupe du monde 2018 (zone AmSud - poule unique)  |
| 80 | 12 octobre 2018   | Miami        | Pérou - Chili | 3-0   | Match amical                                             |
| 81 | 3 juillet 2019    | Porto Alegre | Chili - Pérou | 0-3   | Copa América 2019 (demi-finale)                          |
| 82 | 13 novembre 2020  | Santiago     | Chili - Pérou | 2-0   | Qualif. Coupe du monde 2022 (zone AmSud - poule unique)  |
| 83 | 7 octobre 2021    | Lima         | Pérou - Chili | 2-0   | Qualif. Coupe du monde 2022 (zone AmSud - poule unique)  |
| 84 | 12 octobre 2023   | Santiago     | Chili - Pérou | 2-0   | Qualif. Coupe du monde 2026 (zone AmSud - poule unique)  |
| 85 | 21 Juin 2024      | Texas        | Pérou - Chili | 0-0   | Copa América 2024 (Groupe A)                             |
| 86 | 14 Novembre 2024  | Lima         | Pérou - Chili | 0-0   | Qualif. Coupe du monde 2026 (zone AmSud - poule unique)  |

### Bilan
Au 14 novembre 2024 :
- Total de matchs disputés : 85
- Victoires du Chili : 46
- Victoires du Pérou : 24
- Matchs nuls : 16
- Total de buts marqués par le Chili : 134
- Total de buts marqués par le Pérou : 109

## Statistiques individuelles
En gras les joueurs encore en activité en sélection.
| Côté chilien : - Eduardo Vargas (7 buts) Côté péruvien : - Flavio Maestri (6 buts) |  | Côté chilien : - Claudio Bravo (12 matchs) Côté péruvien : - Roberto Palacios (15 matchs) |